# Grupo de Forcados Amadores de Azambuja
O Grupo de Forcados Amadores de Azambuja é um grupo de forcados sedeado em Azambuja, no Ribatejo. O Grupo foi fundado a 27 de Outubro de 1967.

## História
O Grupo foi fundado em 1967. Os 8 elementos fundadores foram: Fernando Barreto (Cabo), Pedro Andrade, Afonso Guerra, José António Félix ,João Alves, Fernando Libano, Isaac Lopes e Carlos Azevedo. Contaram com a preciosa ajuda do aficionado César Fernandes.
A estreia do Grupo decorreu numa corrida realizada a 27 de Outubro de 1967 na vila de Azambuja. 
A estreia do Grupo decorreu na Praça de Toiros da Terrugem, no concelho de Elvas, a 3 de Junho de 2000. O novo Grupo, sob o comando do Cabo fundador Ivan Nabeiro, pegou 4 novilhos das ganadarias Goes e Brito Limpo.
Durante a sua história o grupo conta com participações em dezenas de corridas realizadas em Espanha e França.
A inauguração da nova Praça de Toiros Dr. Luís Ortigão Costa, em Azambuja, impactou positivamente na actividade do Grupo. Inaugurada em 2011, a nova praça permite ao Grupo actuar com regularidade na sua terra.

## Cabos
1. Fernando Barreto (1967–1971)
2. José António Félix (1971–1976)
3. Francisco Vassalo (1976–1986)
4. Carlos Leonardo (1986–1997)
5. Pedro Núncio (1997–2001)
6. Luís Silva (2001–2003)
7. José Quitério (2003–2004)
8. Joaquim Carvalho (2004–2006)
9. Fernando Coração (2006–2015)
10. André Letra (2016–presente)